# Elecciones legislativas de Ecuador de 2013
Las elecciones legislativas de Ecuador de 2013 se celebraron el 17 de febrero de 2013 para la elección de los 137 asambleístas que conformarían el Segundo periodo legislativo de la Asamblea Nacional del Ecuador para el periodo 2013-2017. El mismo día tuvieron lugar las elecciones presidenciales en las que se eligió al Presidente y Vicepresidente Constitucional del Ecuador para el mismo periodo, así como a los 5 representantes del país en el Parlamento Andino.
En esta elección se eligieron 15 asambleístas nacionales; 6 por los migrantes y 2 por cada provincia y distrito metropolitano, más uno por cada 200 000 habitantes. Por primera vez en Ecuador, se demarcaron distritos electorales; 4 en Guayas, 2 en Manabí y 4 en Pichincha y el Distrito Metropolitano de Quito.

## Escaños
Para estas elecciones hubo 2 métodos para la asignación de escaños. Para asambleístas nacionales se usó el Método Webster, que favorece a las minorías, y para Asambleístas Provinciales y Distritales se utilizó el Método D'Hondt, que favorece a las mayorías políticas al dividir los votos para el total de los candidatos.
De acuerdo a las normas de la Constitución y el Código de la Democracia, los escaños a disputarse fueron:
15 Asambleístas nacionales
116 Asambleístas provinciales y distritales
| Provincia | escaños | Provincia   | escaños | Provincia                      | escaños |
| --------- | ------- | ----------- | ------- | ------------------------------ | ------- |
| Azuay     | 5       | Bolívar     | 3       | Cañar                          | 3       |
| Carchi    | 3       | Chimborazo  | 4       | Cotopaxi                       | 4       |
| El Oro    | 5       | Esmeraldas  | 4       | Galápagos                      | 2       |
| Guayas    | 20      | Imbabura    | 4       | Loja                           | 4       |
| Los Ríos  | 6       | Manabí      | 9       | Morona Santiago                | 2       |
| Napo      | 2       | Orellana    | 2       | Pastaza                        | 2       |
| Pichincha | 16      | Santa Elena | 3       | Santo Domingo de los Tsáchilas | 4       |
| Sucumbíos | 3       | Tungurahua  | 4       | Zamora Chinchipe               | 2       |

6 Asambleístas de los migrantes
| Circunscripción especial | # | Circunscripción especial | # | Circunscripción especial           | # |
| ------------------------ | - | ------------------------ | - | ---------------------------------- | - |
| Europa, Oceanía y Asia   | 2 | Canadá y Estados Unidos  | 2 | Latinoamérica, El Caribe y África. | 2 |

## Distritos electorales
Para las elecciones legislativas de 2013 se crearon distritos en las 3 provincias más pobladas del país: Guayas, Pichincha y Manabí. Los distritos electorales fueron:

### Distritos electorales de Pichincha

4 asambleístas
5 asambleístas
4 asambleístas
3 asambleístas

| Distrito                  | Cantones y/o Parroquias del Distrito Electoral | Asambleístas que eligen |
| ------------------------- | --- | ----------------------- |
| Distrito Quito Norte      | 16 Parroquias Urbanas de Quito DM:Belisario Quevedo El Inca Carcelén Mariscal Sucre Iñaquito Ponceano Itchimbía Jipijapa Kennedy Rumipamba Cochapamba Comité del Pueblo San Juan Concepción Cotocollao El Condado | 4 Asambleístas          |
| Distrito Quito Sur        | 16 Parroquias Urbanas de Quito DM:Magdalena Guamaní Centro Histórico Chilibulo Puengasí Chillogallo Quitumbe Chimbacalle La Argelia San Bartolo La Ecuatoriana La Ferroviaria Solanda La Libertad Turubamba La Mena | 5 Asambleístas          |
| Distrito Parroquias Rural | 33 Parroquias Rurales de Quito DM:Alangasí Amaguaña Atahualpa Calacalí Calderón Conocoto Cumbayá Chavezpamba Checa El Quinche Gualea Guangopolo Guayllabamba La Merced Llano Chico Lloa Nanegal Nanegalito Nayón Nono Pacto Perucho Pifo Píntag Pomasqui Puéllaro Puembo San Antonio de Pichincha San José de Minas Tababela Tumbaco Yaruquí Zámbiza | 4 Asambleístas          |
| Distrito Pichincha        | 7 cantones de Pichincha:Cayambe Mejía Pedro Moncayo Pedro Vicente Maldonado Puerto Quito Rumiñahui San Miguel de Los Bancos | 3 Asambleístas          |

### Distritos electorales de Manabí

4 asambleístas
5 asambleístas

| Distrito   | Cantones del Distrito Electoral | Asambleístas que eligen |
| ---------- | --- | ----------------------- |
| Distrito 1 | 12 cantones de Manabí: Bolívar Chone El Carmen Flavio Alfaro Junín Jama Pedernales Pichincha Rocafuerte Sucre (Bahía de Caraquez) San Vicente Tosagua | 4 Asambleístas          |
| Distrito 2 | 10 cantones de Manabí: Veinticuatro de Mayo Jaramijó Jipijapa Manta Montecristi Olmedo Paján Portoviejo Puerto López Santa Ana                        | 5 Asambleístas          |

### Distritos electorales de Guayas
| Distrito   | Cantones y/o Parroquias del Distrito Electoral | Asambleístas que eligen |
| ---------- | --- | ----------------------- |
| Distrito 1 | 2 Parroquias de Guayaquil:Ximena Febres Cordero | 5 Asambleístas          |
| Distrito 2 | 2 Parroquias de Guayaquil:Tarqui Pascuales | 5 Asambleístas          |
| Distrito 3 | 17 Parroquias de Guayaquil:Ayacucho Bolívar Pedro Carbo Chongón García Moreno Letamendi Nueve de Octubre Olmedo Roca Rocafuerte Sucre Urdaneta Gómez Rendón El Morro Posorja Puná Tenguel 3 Cantones de Guayas: Durán Playas Samborondón                           | 5 Asambleístas          |
| Distrito 4 | 21 Cantones de Guayas: Alfredo Baquerizo Balao Balzar Colimes Daule El Empalme El Triunfo Milagro Naranjal Naranjito Palestina Pedro Carbo Santa Lucía Salitre Yaguachi Simón Bolívar Marcelino Maridueña Nobol Lomas de Sargentillo Antonio Elizalde Isidro Ayora | 5 Asambleístas          |

## Resultados
| Partido / Movimiento      | Partido / Movimiento                         | Partido / Movimiento | Votos      | %      | Asambleístas | Asambleístas | Asambleístas | Asambleístas | +/-   |
| Partido / Movimiento      | Partido / Movimiento                         | Partido / Movimiento | Votos      | %      | Nac.         | Prov.        | Ext.         | Total        | +/-   |
| ------------------------- | -------------------------------------------- | --- | ---------- | ------ | ------------ | ------------ | ------------ | ------------ | ----- |
| 35                        |                                              | Movimiento Alianza PAIS (PAIS) | 3.849.238  | 52,30  | 8            | 86           | 6            | 100          | 41    |
| 21                        |                                              | Movimiento CREO, Creando Oportunidades (CREO) | 840.502    | 11,42  | 2            | 8            | 0            | 9            | Nuevo |
| 6                         |                                              | Partido Social Cristiano (PSC) | 661.656    | 8,99   | 1            | 6            | 0            | 8            | 3     |
| 3                         |                                              | Partido Sociedad Patriótica 21 de Enero (PSP) | 415.099    | 5,64   | 1            | 4            | 0            | 5            | 14    |
| 15 18                     |                                              | Unidad Plurinacional de las Izquierdas - Movimiento Popular Democrático (MPD) - Movimiento de Unidad Plurinacional Pachakutik (MUPP)                                | 347.388    | 4,72   | 1            | 4            | 0            | 5            | 1     |
| 10                        |                                              | Partido Roldosista Ecuatoriano (PRE) | 331.932    | 4,51   | 1            | 0            | 0            | 1            | 2     |
| 23                        |                                              | Movimiento SUMA, Sociedad Unida Más Acción (SUMA) | 236.989    | 3,22   | 1            | 0            | 0            | 1            | Nuevo |
| 7                         |                                              | Partido Renovador Institucional Acción Nacional (PRIAN) | 220.797    | 3,00   | N/A          | N/A          | N/A          | N/A          | 7     |
| 8                         |                                              | Partido Avanza (AVANZA) | 214.909    | 2,92   | 0            | 5            | 0            | 5            | Nuevo |
| 25                        |                                              | Partido Ruptura (R25) | 182.526    | 2,48   | N/A          | N/A          | N/A          | N/A          | Nuevo |
| 17                        |                                              | Partido Socialista-Frente Amplio (PS-FA) | 58.879     | 0,80   | N/A          | N/A          | N/A          | N/A          | 1     |
|                           | Logo del Movimiento Político Ecuatoriano ARE | Movimientos Provinciales - Movimiento Peninsular Creyendo en Nuestra Gente (Santa Elena) - Acción Regional Por La Equidad (Loja) - Integración Democrática (Carchi) | -          | -      | N/A          | 3            | N/A          | 3            | 4     |
| Votos válidos             | Votos válidos                                | Votos válidos | 7.359.921  | 77,93  |              |              |              |              |       |
| Votos en blanco           | Votos en blanco                              | Votos en blanco | 1.253.976  | 13,28  |              |              |              |              |       |
| Votos nulos               | Votos nulos                                  | Votos nulos | 829.819    | 8,79   |              |              |              |              |       |
| Total                     | Total                                        | Total | 9.443.716  | 100,00 | 15           | 116          | 6            | 137          | 13    |
| Registrados/Participación | Registrados/Participación                    | Registrados/Participación | 11.675.441 | 80,99  |              |              |              |              |       |

Fuente:

### Escaños obtenidos en Lista Nacional, Provinciales y del Exterior
| Provincias                          |     |   |   |   |   |   |   |   | IDC |   |   | Total |
| ----------------------------------- | --- | - | - | - | - | - | - | - | --- | - | - | ----- |
| Nacional                            | 8   | 2 | 1 | 1 | 1 | 1 | 1 |   |     |   |   | 15    |
| Azuay                               | 5   |   |   |   |   |   |   |   |     |   |   | 5     |
| Bolívar                             | 2   |   |   |   |   | 1 |   |   |     |   |   | 3     |
| Cañar                               | 2   |   |   |   |   |   |   | 1 |     |   |   | 3     |
| Carchi                              | 2   |   |   |   |   |   |   |   | 1   |   |   | 3     |
| Chimborazo                          | 2   | 1 |   |   |   | 1 |   |   |     |   |   | 4     |
| Cotopaxi                            | 3   |   |   | 1 |   |   |   |   |     |   |   | 4     |
| El Oro                              | 4   |   | 1 |   |   |   |   |   |     |   |   | 5     |
| Esmeraldas                          | 3   | 1 |   |   |   |   |   |   |     |   |   | 4     |
| Galápagos                           | 1   |   |   |   |   |   |   | 1 |     |   |   | 2     |
| Guayas - Distrito 1                 | 4   |   | 1 |   |   |   |   |   |     |   |   | 5     |
| Guayas - Distrito 2                 | 4   |   | 1 |   |   |   |   |   |     |   |   | 5     |
| Guayas - Distrito 3                 | 3   |   | 2 |   |   |   |   |   |     |   |   | 5     |
| Guayas - Distrito 4                 | 5   |   |   |   |   |   |   |   |     |   |   | 5     |
| Imbabura                            | 3   |   |   |   |   |   |   | 1 |     |   |   | 4     |
| Loja                                | 2   | 1 |   |   |   |   |   |   |     | 1 |   | 4     |
| Los Ríos                            | 5   |   | 1 |   |   |   |   |   |     |   |   | 6     |
| Manabí - Distrito 1                 | 3   |   |   |   |   |   |   | 1 |     |   |   | 4     |
| Manabí - Distrito 2                 | 5   |   |   |   |   |   |   |   |     |   |   | 5     |
| Morona Santiago                     | 1   |   |   | 1 |   |   |   |   |     |   |   | 2     |
| Napo                                | 1   |   |   |   |   | 1 |   |   |     |   |   | 2     |
| Orellana                            | 1   |   |   | 1 |   |   |   |   |     |   |   | 2     |
| Pastaza                             | 1   |   |   |   |   |   |   | 1 |     |   |   | 2     |
| Pichincha - Distrito 1              | 3   | 1 |   |   |   |   |   |   |     |   |   | 4     |
| Pichincha - Distrito 2              | 4   | 1 |   |   |   |   |   |   |     |   |   | 5     |
| Pichincha - Distrito 3              | 3   | 1 |   |   |   |   |   |   |     |   |   | 4     |
| Pichincha - Distrito 4              | 3   |   |   |   |   |   |   |   |     |   |   | 3     |
| Santa Elena                         | 2   |   |   |   |   |   |   |   |     |   | 1 | 3     |
| Santo Domingo de los Tsáchilas      | 3   | 1 |   |   |   |   |   |   |     |   |   | 4     |
| Sucumbios                           | 2   |   |   |   |   | 1 |   |   |     |   |   | 3     |
| Tungurahua                          | 3   |   | 1 |   |   |   |   |   |     |   |   | 4     |
| Zamora Chinchipe                    | 1   |   |   | 1 |   |   |   |   |     |   |   | 2     |
| América Latina, el Caribe, y África | 2   |   |   |   |   |   |   |   |     |   |   | 2     |
| Estados Unidos y Canadá             | 2   |   |   |   |   |   |   |   |     |   |   | 2     |
| Europa, Asia, y Oceanía             | 2   |   |   |   |   |   |   |   |     |   |   | 2     |
| Total                               | 100 | 9 | 8 | 5 | 1 | 5 | 1 | 5 | 1   | 1 | 1 | 137   |

## Nómina de asambleístas electos

### Asambleístas nacionales
| Partido                        | Asambleísta               | Asambleísta                  | Asambleísta |
| ------------------------------ | ------------------------- | ---------------------------- | ----------- |
| Alianza PAIS                   |                           | Gabriela Rivadeneira Burbano |             |
| Alianza PAIS                   | Fernando Cordero Cueva    |                              |             |
| Alianza PAIS                   | Marcela Aguiñaga Vallejo  |                              |             |
| Alianza PAIS                   | Miguel Carvajal Aguirre   |                              |             |
| Alianza PAIS                   | Marlley Vásconez Arteaga  |                              |             |
| Alianza PAIS                   | Carlos Viteri Gualinga    |                              |             |
| Alianza PAIS                   | Linda Machuca Moscoso     |                              |             |
| Alianza PAIS                   | Iván Hurtado Angulo       |                              |             |
| Movimiento CREO                |                           | Mae Montaño Valencia         |             |
| Movimiento CREO                | Patricio Donoso Chiriboga |                              |             |
| Partido Social Cristiano       |                           | Cynthia Viteri Jiménez       |             |
| Partido Sociedad Patriótica    |                           | Gilmar Gutiérrez Borbúa      |             |
| Pachakutik                     |                           | Lourdes Tibán Guala          |             |
| Partido Roldosista Ecuatoriano |                           | Abdalá Bucaram Pulley        |             |
| Movimiento SUMA                |                           | Ramiro Aguilar Torres        |             |

### Asambleístas distritales

#### Pichincha
Circunscripción 1
| Partido         | Asambleísta               | Asambleísta            | Asambleísta |
| --------------- | ------------------------- | ---------------------- | ----------- |
| Alianza PAIS    |                           | Paco Velasco Andrade   |             |
| Alianza PAIS    | Ximena Ponce de León      |                        |             |
| Alianza PAIS    | Fernando Bustamante Ponce |                        |             |
| Movimiento CREO |                           | Andrés Páez Benalcázar |             |

Circunscripción 2
| Partido         | Asambleísta                 | Asambleísta                 | Asambleísta |
| --------------- | --------------------------- | --------------------------- | ----------- |
| Alianza PAIS    |                             | Virgilio Hernández Enríquez |             |
| Alianza PAIS    | Paola Pabón Caranqui        |                             |             |
| Alianza PAIS    | Fausto Cayambe Tipán        |                             |             |
| Alianza PAIS    | María José Carrión Cevallos |                             |             |
| Movimiento CREO |                             | Wilson Chicaiza Toapanta    |             |

Circunscripción 3
| Partido         | Asambleísta              | Asambleísta                 | Asambleísta |
| --------------- | ------------------------ | --------------------------- | ----------- |
| Alianza PAIS    |                          | María Augusta Calle Andrade |             |
| Alianza PAIS    | Soledad Buendía Herdoíza |                             |             |
| Alianza PAIS    | Fausto Terán Sarzosa     |                             |             |
| Movimiento CREO |                          | Diego Salgado Ribadeneira   |             |

Circunscripción 4
| Partido      | Asambleísta             | Asambleísta               | Asambleísta |
| ------------ | ----------------------- | ------------------------- | ----------- |
| Alianza PAIS |                         | Mauricio Proaño Cifuentes |             |
| Alianza PAIS | Esthela Acero Lanchimba |                           |             |
| Alianza PAIS | Nelson Serrano Reyes    |                           |             |

#### Guayas
Circunscripción 1
| Partido                                     | Asambleísta               | Asambleísta                 | Asambleísta |
| ------------------------------------------- | ------------------------- | --------------------------- | ----------- |
| Alianza PAIS                                |                           | Raúl Patiño Aroca           |             |
| Alianza PAIS                                | Gina Godoy Andrade        |                             |             |
| Alianza PAIS                                | Bairon Valle Pinargote    |                             |             |
| Alianza PAIS                                | Adriana de la Cruz Gaspar |                             |             |
| Partido Social Cristiano Madera de Guerrero |                           | Henry Cucalón Camacho (PSC) |             |

Circunscripción 2
| Partido                                     | Asambleísta              | Asambleísta                        | Asambleísta |
| ------------------------------------------- | ------------------------ | ---------------------------------- | ----------- |
| Alianza PAIS                                |                          | María Alejandra Vicuña Muñoz       |             |
| Alianza PAIS                                | Guadalupe Salazar Cedeño |                                    |             |
| Alianza PAIS                                | Alberto Arias Ramírez    |                                    |             |
| Alianza PAIS                                | Octavio Villacreses Peña |                                    |             |
| Partido Social Cristiano Madera de Guerrero |                          | María Cristina Kronfle Gómez (PSC) |             |

Circunscripción 3
| Partido                                     | Asambleísta                  | Asambleísta                  | Asambleísta |
| ------------------------------------------- | ---------------------------- | ---------------------------- | ----------- |
| Alianza PAIS                                |                              | Juan Carlos Cassinelli Cali  |             |
| Alianza PAIS                                | Nicolás Issa Wagner          |                              |             |
| Alianza PAIS                                | Alexandra Arce Plúas         |                              |             |
| Partido Social Cristiano Madera de Guerrero |                              | Cristina Reyes Hidalgo (PSC) |             |
| Partido Social Cristiano Madera de Guerrero | Moisés Tacle Galarraga (PSC) |                              |             |

Circunscripción 4
| Partido      | Asambleísta                | Asambleísta            | Asambleísta |
| ------------ | -------------------------- | ---------------------- | ----------- |
| Alianza PAIS |                            | Denisse Robles Andrade |             |
| Alianza PAIS | Gastón Gagliardo Loor      |                        |             |
| Alianza PAIS | Verónica Guevara Villacrés |                        |             |
| Alianza PAIS | Ángel Rivero Doguer        |                        |             |
| Alianza PAIS | Liuba Cuesta Ríos          |                        |             |

#### Manabí
Circunscripción 1
| Partido                     | Asambleísta                       | Asambleísta                 | Asambleísta |
| --------------------------- | --------------------------------- | --------------------------- | ----------- |
| Alianza PAIS Unidad Primero |                                   | Lídice Larrea Viteri (PAIS) |             |
| Alianza PAIS Unidad Primero | Ricardo Zambrano Arteaga (UP)     |                             |             |
| Alianza PAIS Unidad Primero | María Soledad Vela Cheroni (PAIS) |                             |             |
| AVANZA                      |                                   | Gozoso Andrade Varela       |             |

Circunscripción 2
| Partido                     | Asambleísta                       | Asambleísta               | Asambleísta |
| --------------------------- | --------------------------------- | ------------------------- | ----------- |
| Alianza PAIS Unidad Primero |                                   | Félix Alcívar Mera (PAIS) |             |
| Alianza PAIS Unidad Primero | Verónica Rodríguez Delgado (PAIS) |                           |             |
| Alianza PAIS Unidad Primero | Carlos Bergmann Reyna (UP)        |                           |             |
| Alianza PAIS Unidad Primero | Teresa Benavides Zambrano (PAIS)  |                           |             |
| Alianza PAIS Unidad Primero | José Veliz Briones (UP)           |                           |             |

### Asambleístas provinciales

#### Azuay
| Partido      | Asambleísta              | Asambleísta             | Asambleísta |
| ------------ | ------------------------ | ----------------------- | ----------- |
| Alianza PAIS |                          | Rosana Alvarado Carrión |             |
| Alianza PAIS | Oswaldo Larriva Alvarado |                         |             |
| Alianza PAIS | Maríangel Muñoz Vicuña   |                         |             |
| Alianza PAIS | Diego Vintimilla Jarrín  |                         |             |
| Alianza PAIS | Liliana Guzmán Ochoa     |                         |             |

#### Bolívar
| Partido                                       | Asambleísta                  | Asambleísta                  | Asambleísta |
| --------------------------------------------- | ---------------------------- | ---------------------------- | ----------- |
| Alianza PAIS Partido Socialista-Frente Amplio |                              | Fabián Solano Moreno (PS-FA) |             |
| Alianza PAIS Partido Socialista-Frente Amplio | Holger Chávez Canales (PAIS) |                              |             |
| Partido Sociedad Patriótica                   |                              | Luis Tapia Lombeyda          |             |

#### Cañar
| Partido      | Asambleísta             | Asambleísta            | Asambleísta |
| ------------ | ----------------------- | ---------------------- | ----------- |
| Alianza PAIS |                         | Raúl Abad Vélez        |             |
| Alianza PAIS | Paulina Padrón Saeteros |                        |             |
| AVANZA       |                         | Bayron Pacheco Ordóñez |             |

#### Carchi
| Partido                            | Asambleísta             | Asambleísta                | Asambleísta |
| ---------------------------------- | ----------------------- | -------------------------- | ----------- |
| Alianza PAIS                       |                         | Ulises de la Cruz Bernardo |             |
| Alianza PAIS                       | Carlos Velasco Enríquez |                            |             |
| Integración Democrática del Carchi |                         | René Yandún Pozo           |             |

#### Chimborazo
| Partido                     | Asambleísta                | Asambleísta                 | Asambleísta |
| --------------------------- | -------------------------- | --------------------------- | ----------- |
| Alianza PAIS Pachakutik     |                            | Mauro Andino Reinoso (PAIS) |             |
| Alianza PAIS Pachakutik     | Rosa Muñoz Avendaño (MUPP) |                             |             |
| Partido Sociedad Patriótica |                            | Paco Fierro Oviedo          |             |
| Movimiento CREO             |                            | Ricardo Moncayo Cevallos    |             |

#### Cotopaxi
| Partido      | Asambleísta              | Asambleísta            | Asambleísta |
| ------------ | ------------------------ | ---------------------- | ----------- |
| Alianza PAIS |                          | Ramiro Vela Caizapanta |             |
| Alianza PAIS | Rocío Albán Torres       |                        |             |
| Alianza PAIS | Gilberto Guamangate Ante |                        |             |
| Pachakutik   |                          | César Umajinga Guamán  |             |

#### El Oro
| Partido                                     | Asambleísta                      | Asambleísta             | Asambleísta |
| ------------------------------------------- | -------------------------------- | ----------------------- | ----------- |
| Alianza PAIS Movimiento Autonómico Regional |                                  | Galo Borja Pérez (PAIS) |             |
| Alianza PAIS Movimiento Autonómico Regional | Montgomery Sánchez Ordóñez (MAR) |                         |             |
| Alianza PAIS Movimiento Autonómico Regional | Rocío Valarezo Ordóñez (MAR)     |                         |             |
| Alianza PAIS Movimiento Autonómico Regional | Édgar Córdova Encalda (PAIS)     |                         |             |
| Partido Social Cristiano                    |                                  | Franco Romero Loayza    |             |

#### Esmeraldas
| Partido         | Asambleísta             | Asambleísta            | Asambleísta |
| --------------- | ----------------------- | ---------------------- | ----------- |
| Alianza PAIS    |                         | Lenin Lara Rivadeneira |             |
| Alianza PAIS    | Esperanza Galván García |                        |             |
| Alianza PAIS    | Gabriel Rivera López    |                        |             |
| Movimiento CREO |                         | Ramiro Tenelema Romero |             |

#### Galápagos
| Partido      | Asambleísta | Asambleísta         | Asambleísta |
| ------------ | ----------- | ------------------- | ----------- |
| Alianza PAIS |             | Ángel Vilema Freire |             |
| AVANZA       |             | Fanny Uribe López   |             |

#### Imbabura
| Partido      | Asambleísta                  | Asambleísta             | Asambleísta |
| ------------ | ---------------------------- | ----------------------- | ----------- |
| Alianza PAIS |                              | Richard Calderón Saltos |             |
| Alianza PAIS | Marisol Peñafiel Montesdeoca |                         |             |
| Alianza PAIS | Agustín Delgado Chalá        |                         |             |
| AVANZA       |                              | Antonio Posso Salgado   |             |

#### Loja
| Partido                                       | Asambleísta                  | Asambleísta                    | Asambleísta |
| --------------------------------------------- | ---------------------------- | ------------------------------ | ----------- |
| Alianza PAIS Partido Socialista-Frente Amplio |                              | Miryam González Serrano (PAIS) |             |
| Alianza PAIS Partido Socialista-Frente Amplio | Richard Farfán Aponte (PAIS) |                                |             |
| Movimiento CREO                               |                              | Raúl Auquilla Ortega           |             |
| Acción Regional por la Equidad                |                              | José Bolívar Castillo Vivanco  |             |

#### Los Ríos
| Partido                                  | Asambleísta                   | Asambleísta                | Asambleísta |
| ---------------------------------------- | ----------------------------- | -------------------------- | ----------- |
| Alianza PAIS                             |                               | Omar Juez Juez             |             |
| Alianza PAIS                             | Pamela Falconí Loqui          |                            |             |
| Alianza PAIS                             | José Zapata Mantilla          |                            |             |
| Alianza PAIS                             | Marcia Arregui Rueda          |                            |             |
| Alianza PAIS                             | Lautaro Sáenz de Viteri Zajia |                            |             |
| Movimiento CREO Partido Social Cristiano |                               | Johnny Terán Salcedo (PSC) |             |

#### Morona Santiago
| Partido                                   | Asambleísta | Asambleísta                 | Asambleísta |
| ----------------------------------------- | ----------- | --------------------------- | ----------- |
| Pachakutik Movimiento Popular Democrático |             | Pepe Acacho González (MUPP) |             |
| Alianza PAIS                              |             | Vethowen Chica Arévalo      |             |

#### Napo
| Partido                     | Asambleísta | Asambleísta             | Asambleísta |
| --------------------------- | ----------- | ----------------------- | ----------- |
| Partido Sociedad Patriótica |             | César Solórzano Sarria  |             |
| Alianza PAIS                |             | Gina Sanmiguel Palacios |             |

#### Orellana
| Partido                                   | Asambleísta | Asambleísta                     | Asambleísta |
| ----------------------------------------- | ----------- | ------------------------------- | ----------- |
| Alianza PAIS                              |             | Alberto Zambrano Chacha         |             |
| Pachakutik Movimiento Popular Democrático |             | Magali Orellana Marquinez (MPD) |             |

#### Pastaza
| Partido      | Asambleísta | Asambleísta           | Asambleísta |
| ------------ | ----------- | --------------------- | ----------- |
| AVANZA       |             | Germán Ledesma Zamora |             |
| Alianza PAIS |             | Óscar Ledesma Zamora  |             |

#### Santa Elena
| Partido                                         | Asambleísta             | Asambleísta              | Asambleísta |
| ----------------------------------------------- | ----------------------- | ------------------------ | ----------- |
| Alianza PAIS                                    |                         | Vanessa Fajardo Mosquera |             |
| Alianza PAIS                                    | Noralma Zambrano Castro |                          |             |
| Movimiento Peninsular Creyendo en Nuestra Gente |                         | Daniel Cisneros Soria    |             |

#### Santo Domingo de los Tsáchilas
| Partido         | Asambleísta             | Asambleísta                 | Asambleísta |
| --------------- | ----------------------- | --------------------------- | ----------- |
| Alianza PAIS    |                         | Johanna Cedeño Zambrano     |             |
| Alianza PAIS    | William Garzón Ricuarte |                             |             |
| Alianza PAIS    | Mary Verduga Cedeño     |                             |             |
| Movimiento CREO |                         | Miguel Ángel Moreta Panchez |             |

#### Sucumbíos
| Partido                     | Asambleísta     | Asambleísta                | Asambleísta |
| --------------------------- | --------------- | -------------------------- | ----------- |
| Alianza PAIS                |                 | Nancy Morocho Velaña       |             |
| Alianza PAIS                | Armando Aguilar |                            |             |
| Partido Sociedad Patriótica |                 | Arcadio Bustos Chiliquinga |             |

#### Tungurahua
| Partido                                                   | Asambleísta             | Asambleísta                       | Asambleísta |
| --------------------------------------------------------- | ----------------------- | --------------------------------- | ----------- |
| Alianza PAIS                                              |                         | Alexis Sánchez Miño               |             |
| Alianza PAIS                                              | Betty Carrillo Gallegos |                                   |             |
| Alianza PAIS                                              | Betty Jérez Pilla       |                                   |             |
| Movimiento CREO Partido Social Cristiano Tiempo de Cambio |                         | Luis Fernando Torres Torres (PSC) |             |

#### Zamora Chinchipe
| Partido                                   | Asambleísta | Asambleísta                   | Asambleísta |
| ----------------------------------------- | ----------- | ----------------------------- | ----------- |
| Pachakutik Movimiento Popular Democrático |             | Cléver Jiménez Cabrera (MUPP) |             |
| Alianza PAIS                              |             | Zobeida Gudiño Mena           |             |

### Asambleístas del exterior

#### América Latina, el Caribe, y África
| Partido      | Asambleísta         | Asambleísta                | Asambleísta |
| ------------ | ------------------- | -------------------------- | ----------- |
| Alianza PAIS |                     | Eduardo Zambrano Cabanilla |             |
| Alianza PAIS | Diana Peña Carrasco |                            |             |

#### Estados Unidos y Canadá
| Partido      | Asambleísta        | Asambleísta         | Asambleísta |
| ------------ | ------------------ | ------------------- | ----------- |
| Alianza PAIS |                    | Ximena Peña Pacheco |             |
| Alianza PAIS | Alex Guamán Castro |                     |             |

#### Europa, Asia, y Oceanía
| Partido      | Asambleísta         | Asambleísta          | Asambleísta |
| ------------ | ------------------- | -------------------- | ----------- |
| Alianza PAIS |                     | Dora Aguirre Hidalgo |             |
| Alianza PAIS | Esteban Melo Garzón |                      |             |

Fuente: 

## Asambleístas que dejaron sus curules
| Asambleísta                   | Partido | Motivo                                                                      | Reemplazo                       | Partido        | Ref.   |
| ----------------------------- | ------- | --------------------------------------------------------------------------- | ------------------------------- | -------------- | ------ |
| Fernando Cordero Cueva        | PAIS    | Renuncia sin asumir el cargo Nombrado Presidente del directorio del IESS    | Alexandra Ocles Padilla         | PAIS           | [ 8 ]  |
| Paco Velasco Andrade          | PAIS    | Renuncia sin asumir el cargo Nombrado Ministro de Cultura                   | Blanca Argüello Troya           | PAIS           | [ 9 ]  |
| Lenin Lara Rivadeneira        | PAIS    | Renuncia Nombrado Ministro de Justicia                                      | Esther Ortiz Gaspar             | PAIS           | [ 10 ] |
| Iván Hurtado Angulo           | PAIS    | Renuncia Candidato a Prefecto de Esmeraldas                                 | Isabel Mosquera Yanez           | PAIS           | [ 11 ] |
| Félix Alcívar Mera            | PAIS    | Renuncia Candidato a Alcalde de Portoviejo                                  | Kerlly Torres Cedeño            | PAIS           | [ 11 ] |
| Denisse Robles Andrade        | PAIS    | Renuncia Candidata a Alcalde de Milagro                                     | Víctor Medina Mera              | PAIS           | [ 11 ] |
| Alexandra Arce Plúas          | PAIS    | Renuncia Candidata a Alcalde de Durán                                       | Christian Viteri López          | PAIS           | [ 11 ] |
| Nancy Morocho Velaña          | PAIS    | Renuncia Candidata a Prefecta de Sucumbíos                                  | Raúl Tobar Nuñez                | PAIS           | [ 11 ] |
| Alexis Sánchez Miño           | PAIS    | Renuncia Candidato a Alcalde de Ambato                                      | Elizabeth Reinoso Lescano       | PAIS           | [ 11 ] |
| Gina Sanmiguel Palacios       | PAIS    | Renuncia Candidata a Alcalde de Tena                                        | Herman Moya Duque               | PAIS           | [ 11 ] |
| Germán Ledesma Zamora         | Avanza  | Renuncia Candidato a Prefecto de Pastaza                                    | Gabriela Díaz Coka              | Avanza         | [ 11 ] |
| Daniel Cisneros Soria         | MPCG    | Renuncia Candidato a Alcalde de Salinas                                     | Elvira Canales Proaño           | MPCG           | [ 11 ] |
| Johnny Terán Salcedo          | PSC     | Renuncia Candidato a Alcalde de Babahoyo                                    | Ramón Terán Salcedo             | PSC            | [ 11 ] |
| José Bolívar Castillo Vivanco | ARE     | Renuncia Candidato a Alcalde de Loja                                        | Verónica Arias Fernández        | ARE            | [ 11 ] |
| Cléver Jiménez Cabrera        | MUPP    | Destitución                                                                 | Milton Gualán Japa              | MUPP           | [ 12 ] |
| Dalo Bucaram Pulley           | PRE     | Renuncia                                                                    | Grace Moreira Macías            | PRE            | [ 13 ] |
| Elvira Canales Proaño         | MPCG    | Renuncia                                                                    | Raúl Villao Panchana            | MPCG           | [ 14 ] |
| Ramiro Tenelema               | CREO    | Renuncia                                                                    | Pavel Chica Arteaga             | CREO           | [ 15 ] |
| Raúl Villao Panchana          | MPCG    | Renuncia                                                                    | Rita Matías Apolinario          | MPCG           | [ 14 ] |
| Kerlly Torres Cedeño          | PAIS    | Fallecimiento                                                               | Santiago Montenegro Nuñez       | PAIS           | [ 16 ] |
| Paola Pabón Caranqui          | PAIS    | Renuncia Designada Subsecretaria de gestión de la política y gobernabilidad | René Caza Tipanta               | PAIS           | [ 17 ] |
| Raúl Patiño Aroca             | PAIS    | Renuncia                                                                    | Mónica Brito Mendoza            | PAIS           | [ 18 ] |
| Esperanza Galván Gracia       | PAIS    | Destitución                                                                 | Pablo de la Torre Ramírez       | PAIS           | [ 19 ] |
| Nelson Serrano Reyes          | PAIS    | Fallecimiento                                                               | Mónica Alemán Mármol            | PAIS           | [ 20 ] |
| Linda Machuca Moscoso         | PAIS    | Renuncia Designada cónsul de Ecuador en Nueva York                          | Francisco Hagó Celi             | PAIS           | [ 21 ] |
| Fabián Solano Moreno          | PS-FA   | Renuncia Designado embajador de Ecuador en Cuba                             | Reita Dahik Astudillo           | PS-FA          | [ 22 ] |
| Juan Carlos Cassinelli Cali   | PAIS    | Renuncia Designado ministro de comercio exterior                            | Lorena Bravo Ramírez            | PAIS           | [ 23 ] |
| Lidice Larrea Viteri          | PAIS    | Renuncia Designada ministra de inclusión económica y social                 | Daniel Mendoza Arévalo          | Unidad Primero | [ 23 ] |
| Zobeida Gudiño Mena           | PAIS    | Renuncia Designada gobernadora de Zamora Chinchipe                          | Víctor Hugo Jaramillo Rodríguez | PAIS           | [ 24 ] |
| Gabriel Rivera Lopez          | PAIS    | Renuncia Designado gobernador de Esmeraldas                                 | Italia Jijón Buendía            | PAIS           | [ 25 ] |
| Fausto Cayambe Tipan          | PAIS    | Fallecimiento                                                               | Mariana Constante Nieto         | PAIS           | [ 26 ] |
| Cynthia Viteri Jiménez        | PSC     | Renuncia Candidata a la Presidencia de la República                         | Alfredo Serrano Valladares      | PSC            | [ 27 ] |
| Andrés Páez Benalcázar        | Ind.    | Renuncia Candidato a la Vicepresidencia de la República                     | Henry Llanes Suarez             | Ind.           | [ 27 ] |
| Ramiro Aguilar Torres         | Ind.    | Renuncia Candidato a la Vicepresidencia de la República                     | José Francisco Guzmán Segovia   | SUMA           | [ 28 ] |
| Francisco Hagó Celi           | PAIS    | Renuncia Designado Viceministro de Movilidad Humana                         | Irma Gómez Walfendery           | PAIS           | [ 28 ] |

## Elecciones de parlamentarios andinos
← 2009 Elecciones parlamentarias de Ecuador 2017 →
Los cinco parlamentarios andinos elegidos fueron:
| Partido                                       | Parlamentario                      | Parlamentario           | Parlamentario |
| --------------------------------------------- | ---------------------------------- | ----------------------- | ------------- |
| Alianza PAIS Partido Socialista-Frente Amplio |                                    | Pedro de la Cruz (PAIS) |               |
| Alianza PAIS Partido Socialista-Frente Amplio | Silvia Salgado Andrade (PS-FA)     |                         |               |
| Alianza PAIS Partido Socialista-Frente Amplio | Patricio Zambrano Restrepo (PS-FA) |                         |               |
| Alianza PAIS Partido Socialista-Frente Amplio | Cecilia Castro Márquez (PAIS)      |                         |               |
| Movimiento CREO                               |                                    | Roberto Gómez Alcívar   |               |